# Lijst van voetbalinterlands Saint Lucia - Turks- en Caicoseilanden
Deze lijst van voetbalinterlands is een overzicht van alle officiële voetbalwedstrijden tussen de nationale teams van Saint Lucia en de Turks- en Caicoseilanden. De landen speelden tot op heden twee keer tegen elkaar. De eerste ontmoeting, een kwalificatiewedstrijd voor het Wereldkampioenschap voetbal 2010, werd gespeeld in Providenciales op 6 februari 2008. Het laatste duel, de returnwedstrijd in dezelfde kwalificatiereeks, vond plaats op 26 maart 2008 in Vieux Fort.

## Wedstrijden
| № | Plaats         | Datum           | Competitie           | Wedstrijd                          | Uitslag |
| - | -------------- | --------------- | -------------------- | ---------------------------------- | ------- |
| 1 | Providenciales | 6 februari 2008 | WK 2010 kwalificatie | Turks- en Caicoseil. – Saint Lucia | 2 – 1   |
| 2 | Vieux Fort     | 26 maart 2008   | WK 2010 kwalificatie | Saint Lucia – Turks- en Caicoseil. | 2 – 0   |

## Samenvatting
| Competitie      | Totaal gespeeld | Winst Saint Lucia | Gelijk | Winst Turks- en Caicoseil. | Doelsaldo Saint Lucia – Turks- en Caicoseil. |
| --------------- | --------------- | ----------------- | ------ | -------------------------- | -------------------------------------------- |
| WK-kwalificatie | 2               | 1                 | 0      | 1                          | 3 − 2                                        |
| Totaal          | 2               | 1                 | 0      | 1                          | 3 − 2                                        |

Wedstrijden bepaald door strafschoppen worden, in lijn met de FIFA, als een gelijkspel gerekend.
TCIFA · 
A-internationals · 
Vrouwenelftal van de Turks- en Caicoseilanden
1990 – 1999 · 
2000 – 2009 · 
2010 – 2019 ·
2020 − 2029
1999 · 
2000 · 
2001 · 
2002 · 
2003 · 
2004 · 
2005 · 
2006 · 
2007 · 
2008 · 
2009 · 
2010 · 
2011 · 
2014 ·
2018 ·
2019 ·
2020 ·
2021 ·
2022 ·
2023 ·
2024
Amerikaanse Maagdeneilanden ·
Anguilla ·
Aruba ·
Bahama's ·
Belize ·
Britse Maagdeneilanden ·
Cuba ·
Dominica ·
Dominicaanse Republiek ·
Guyana ·
Haïti ·
Kaaimaneilanden ·
Nicaragua ·
Saint Kitts en Nevis ·
Saint Lucia ·
Saint Vincent en de Grenadines
SLFA · Saint Luciaans vrouwenelftal
Amerikaanse Maagdeneilanden ·
Anguilla ·
Antigua en Barbuda ·
Aruba ·
Barbados ·
Bermuda ·
Britse Maagdeneilanden ·
Canada ·
Cuba ·
Curaçao ·
Dominica ·
Dominicaanse Republiek ·
El Salvador ·
Grenada ·
Guatemala ·
Guyana ·
Haïti ·
Jamaica ·
Kaaimaneilanden ·
Montserrat ·
Nederlandse Antillen ·
Panama ·
Puerto Rico ·
Saint Kitts en Nevis ·
Saint Vincent en de Grenadines ·
San Marino ·
Suriname ·
Trinidad en Tobago ·
Turks- en Caicoseilanden